# Tamarin (fruit)
Pour les articles homonymes, voir Tamarin.

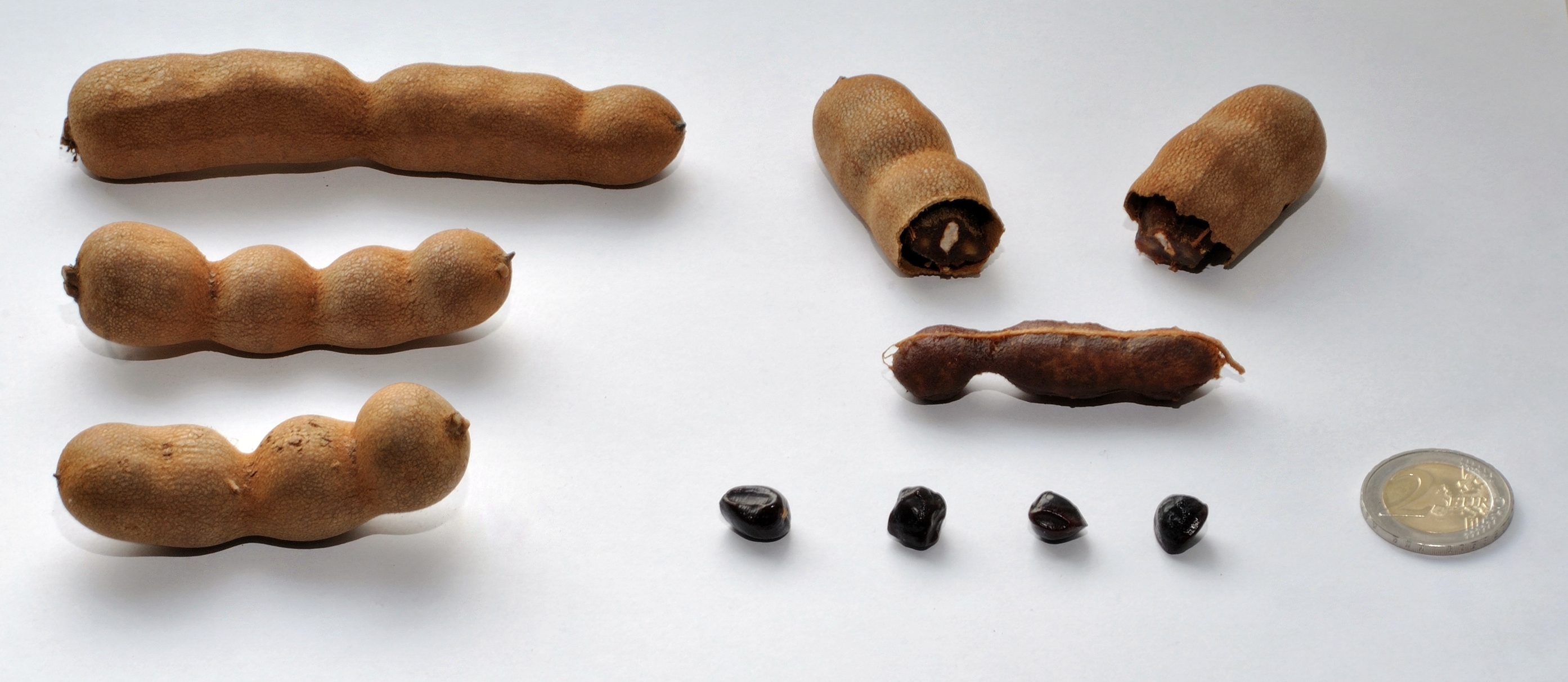
Gousses, pulpe et graines de tamarin.

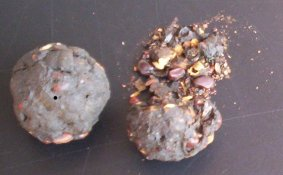
Égypte : boule de tamarin cassée pour les infusions.

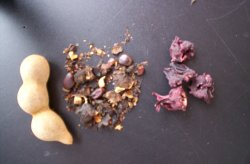
Tamarin séché et fleurs d'hibiscus pour les infusions.

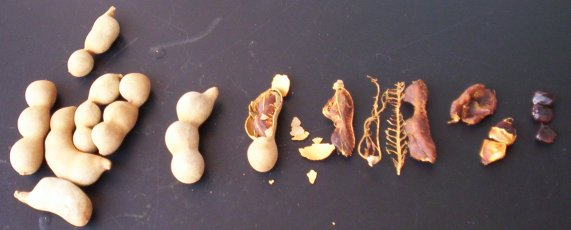
Dissection d'un tamarin. On note le faible volume de pulpe par rapport à celui des graines.

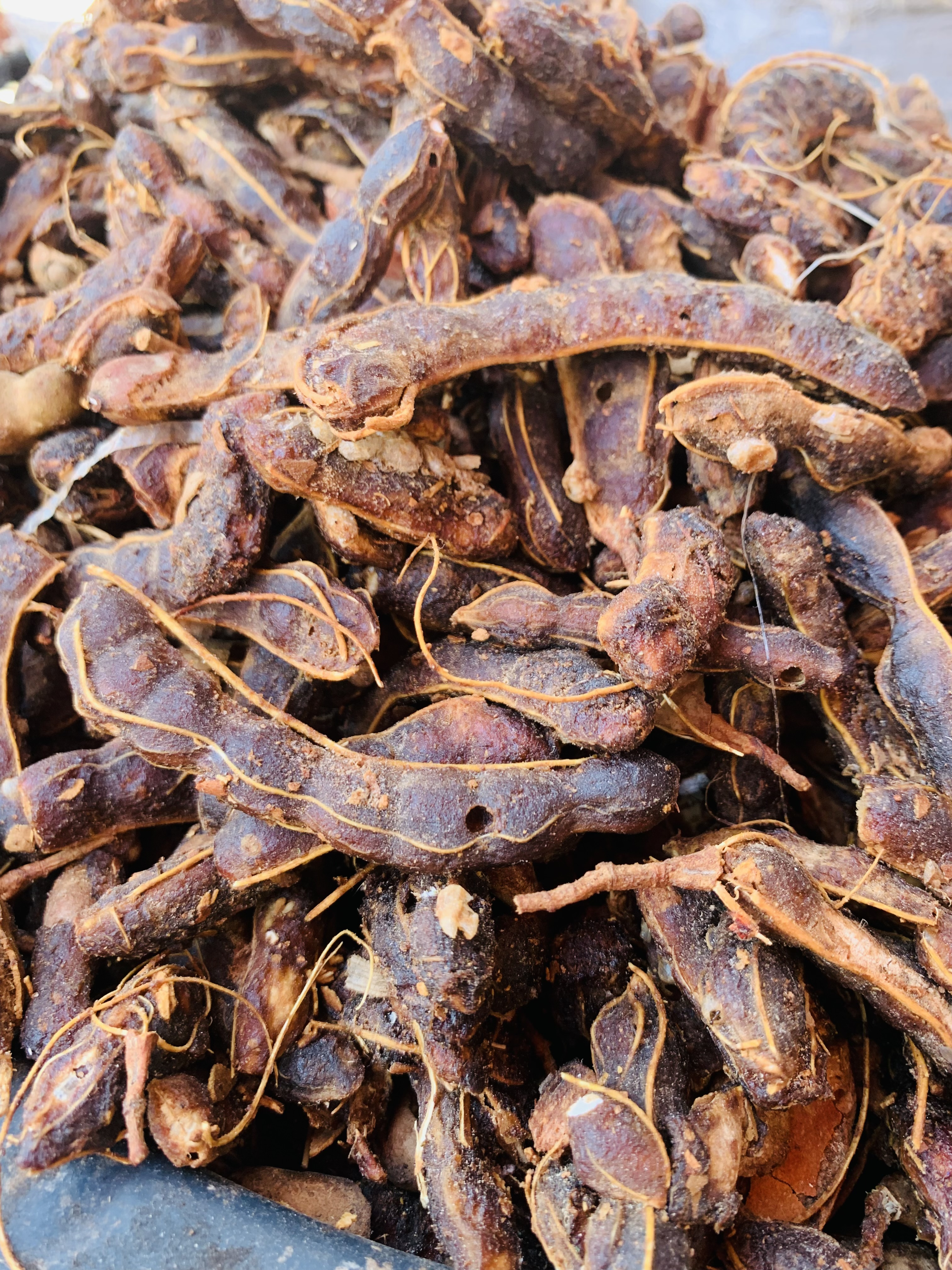
Le tamarin ou dakkar du Sénégal

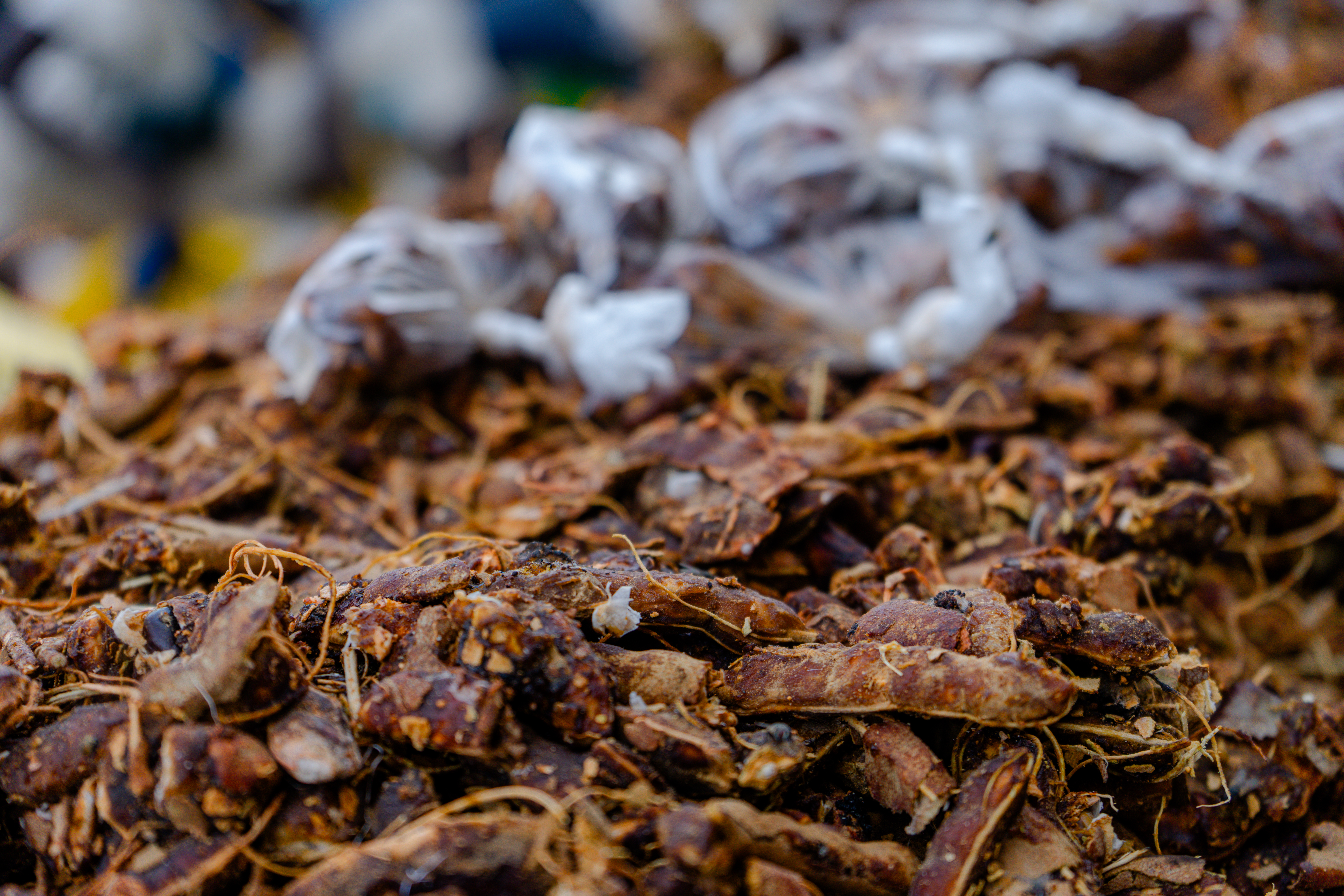
Tamarin au Sénégal

Le tamarin, de l'arabe تمر هندي, tamr hindiyy : datte indienne, est le fruit du tamarinier (Tamarindus indica).
C'est un fruit tropical provenant d'Afrique, sa présence est attestée dans l'île de La Réunion dès 1701, on le trouve aussi aux Antilles. Il est consommé un peu partout dans le monde et commercialisé en grandes surfaces. Il s'agit de gousses de couleur marron, qui sont remplies d'une pulpe renfermant de une à quatre graines selon la longueur et forme de la gousse. La saveur de sa chair acidulée est appréciée. Il est consommé en jus, en pâte de fruits et est un ingrédient de la cuisine indienne et sénégalaise où le tamarin est appelé dakkhar, du nom de la capitale.

## Aliment
- Antilles françaises : à la base de sirops, confitures ou punchs. Ingrédient essentiel d'une confiserie sucrée appelée sik a lenbé.
- Brésil (forêt amazonienne) : se consomme tel quel, on casse la coque comme celle d'une cacahuète et l'on mange la chair en éliminant les pépins gros et très durs.
- Égypte : la pulpe est roulée en boules et séchée à l'air libre ; il est ensuite consommé en infusions froides, mélangé à des fleurs d'hibiscus.
- Inde : ingrédient de massalas.
- Iran : ingrédient de plusieurs plats, de poisson notamment.
- Maurice : ingrédient de chutneys (mangue verte, coriandre, menthe, etc.) et d'une sauce d'un poisson au curry. L'été, on peut l'apprécier en jus, écrasé avec du sucre de canne roux ou blond. Sa pulpe est aussi utilisée pour faire briller les ustensiles en cuivre.
- Mayotte, Comores : à la base de sirops et utilisé dans certains cas pour des plats. Le tamarin est mangé tel quel.
- Madagascar : ingrédient de jus ou de glace à l'eau. Il est parfois consommé avec un mélange de sel, vinaigre et piment.
- Mexique et autres pays d'Amérique latine : ingrédient du tamarindo, une confiserie salée, acide et fortement pimentée.
- Niger, Burkina Faso et Mali : ingrédient d'un sirop. Pendant le ramadan, il est utilisé dans une décoction composée d'oignon et d'ail, et servi à la rupture de jeûne pour lutter contre la dysenterie.
- Philippines : utilisée comme épice pour la préparation de base de bouillons tels que le Sinigang.
- Réunion : à la base de sirops, du rhum arrangé, des confiseries salées, acides et fortement pimentées ou encore du jus.
- Sénégal : condiment, notamment avec les préparations à base de poisson, comme le thiéboudienne, souvent ajouté à la fin du plat avec un assaisonnement de jus de citron et de piment.
- Thaïlande, Cambodge, Birmanie : ingrédient de plusieurs plats et principalement de sauces piquantes, la pulpe acidulée est utilisée comme substitut du citron lorsqu'on en manque, et les graines torrifiées comme substitut du café. Le tamarin vendu en France est surtout thaïlandais. Il est aussi préparé comme une confiserie, roulé dans du sucre, du sel et de la poudre de piment (c'est sous cette forme qu'on le retrouve par exemple au Vietnam et en Nouvelle-Calédonie).
- Tchad : utilisé dans la bouillie et consommé en jus glacé.
- Turquie : consommé en jus glacé nommé sorbet (demirhindi şerbeti).
- République démocratique du Congo : on les trouve partout dans capitale.

À noter que la pulpe de tamarin est l’un des principaux ingrédients de la sauce Worcestershire.

## Remèdes
La pulpe est connue pour ses effets laxatifs.
Le fruit entre dans la composition de certains médicaments destinés à faciliter le transit lors des traitements anti-cancéreux.

## Autres espèces
Aux Antilles, on appelle aussi « tamarin » le fruit du néflier des Indes Vangueria madagascariensis.